# Tarnobrzeg
Tarnobrzeg je mesto na jugovzhodu Poljske, na vzhodnem bregu reke Visle. Mesto je imelo leta 2010 48.837 prebivalcev. Do leta 1999 je bil Tarnobrzeg središče istoimenskega vojvodstva, po njegovi ukinitvi pa je del Podkarpatskega vojvodstva (poljsko Województwo Podkarpackie).